# معركة سيرو بارون
وقعت معركة سيرو بارون في 6 يونيو 1837 على التلال القريبة من مدينة فالبارايسو في تشيلي.

## المعركة
لقد كانت معركة دارت بين القوات الموالية للحكومة بقيادة مانويل بلانكو إنكالادا وفوج كاسادروس دي مايبو المتمرد تحت قيادة العقيد خوسيه أنطونيو فيدافيري.
لقد قتل کاسادروس الوزير دييغو بورتاليس. هرب فيدوري عبر وادي فينيا ديل مار عندما أدرك هزيمته الوشيكة. تم القبض عليه بعد أشهر وتم إعدامه علنًا من قبل محكمة عسكرية.